# بسدنیتسه
بسدنیتسه (به چکی: Besednice) یک منطقهٔ مسکونی در جمهوری چک است که در ناحیه تشسکی کروملوو واقع شده‌است. بسدنیتسه ۱۶٫۱ کیلومتر مربع مساحت و ۸۷۹ نفر جمعیت دارد و ۵۷۵ متر بالاتر از سطح دریا واقع شده‌است.